# Schaumburg
Schaumburg fou un comtat d'Alemanya sorgit de la partició del comtat de Leiningen-Westerburg el 1557. Fou venut als comtes d'Holzapfel el 1656 que van ser comtes d'Hopzafel i Schaumburg.
Vegeu també: Schaumburg-Lippe.

## Comtes de Schaumburg
- Jordi 1557-1587
- Felip Jaume 1585-1612
- Cristofor 1585-1632
- Reinhard VIII 1585-1655
- Jordi Guillem 1632-1656